# CincoShop
CincoShop é um serviço adicional de televisão espanhola dedicado à venda de produtos e serviços comumente denominados como televendas, coproduzido pela cadeia de supermercados El Corte Inglés (televendas) e Gestevisión Telecinco (concursos de chamadas e vidência). 
O canal foi encerrado em outubro de 2010 por determinação do governo da Espanha (mais especificamente do Ministério da Indústria, Turismo e Comércio) porque o transmissão do canal desobedecia a Lei Geral do Audiovisual. Com a CincoShop, a emissora Telecinco estava transmitindo em cinco canais de TDT, porém a lei supracitada restringe a quantidade de canais permitidos para quatro por emissora.